# Palnik laboratoryjny

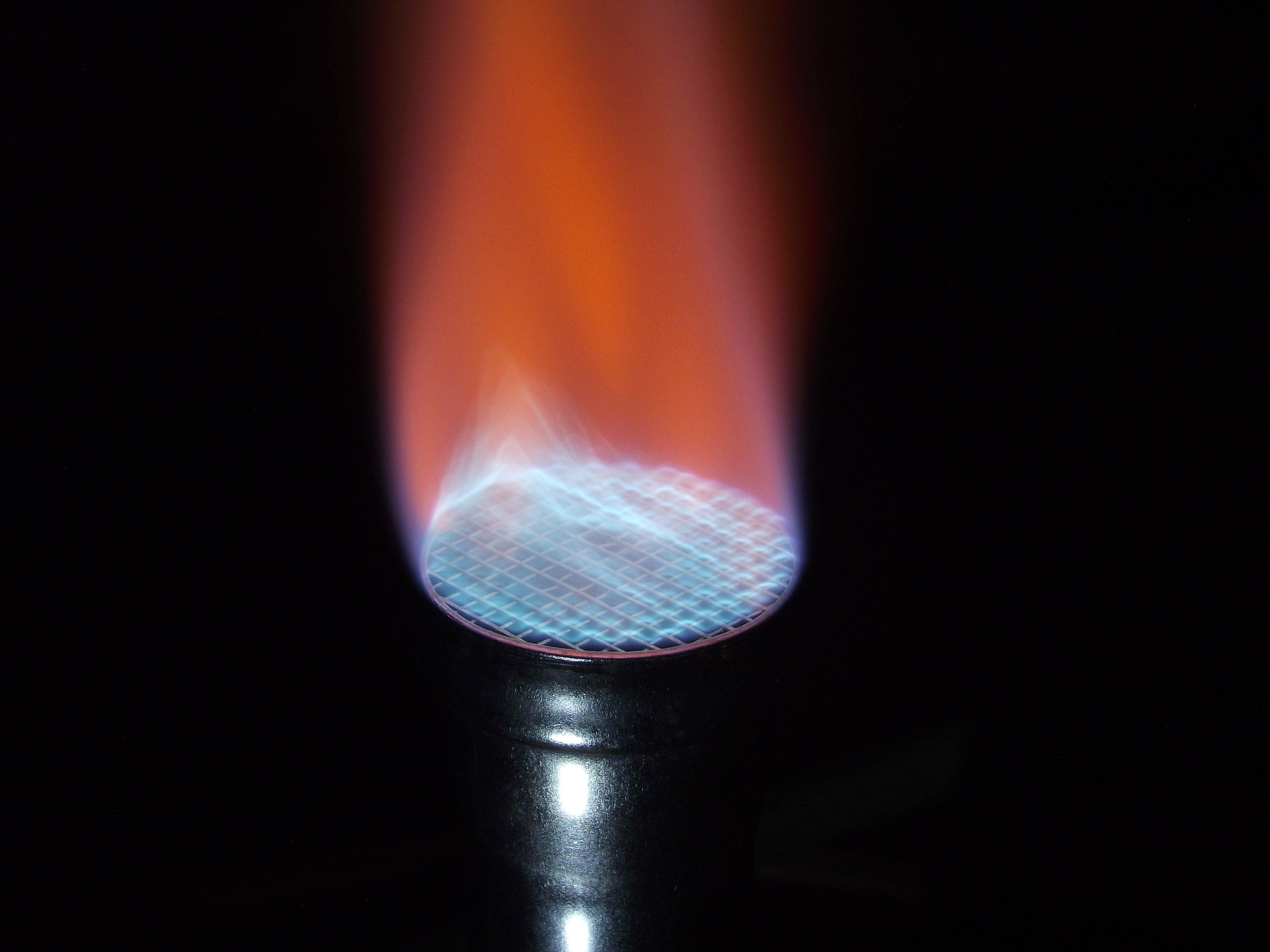
Płomień palnika Mécera

Palniki laboratoryjne – rodzaj palników stosowanych w laboratoriach. W większości są to palniki gazowe. 
Najważniejsze typy palników: 
- palnik Bunsena
- palnik Teclu
- palnik Mécera (Meckera lub Mekera)

Paliwem do palników laboratoryjnych może być gaz ziemny (miejski) lub gaz propan-butan (LPG, płynny), co zależy od zastosowanej dyszy, szerokiej w przypadku gazu ziemnego, bądź wąskiej dla mieszaniny propan-butan. Czasami spotykane są także palniki uniwersalne, w których można wymienić dyszę. Palniki mogą mieć zawór igłowy, uchylny lub być bez zaworu.
W laboratoriach szkolnych i amatorskich stosuje się czasem palniki spirytusowe na denaturat oraz palniki na tzw. suchy spirytus).